# Atractosteus
Atractosteus és un gènere de peixos actinospterigis de l'ordre dels lepisosteiformes. El nom del gènere deriva dels mots grecs atraktos ("fletxa") i osteon ("os"). L'espècie Atractosteus spatula és el peix d'aigua dolça més gran que existeix, assolint mides de més de tres metres de longitud i un pes de més de 130 kg (tot i que la mitjana és d'uns 50-75 kg). Antigament, Atractosteus era considerat un subgènere de Lepisosteus.

## Taxonomia
El gènere conté tres espècies vives i dues d'extingides:
- Atractosteus spatula
- Atractosteus tristoechus
- Atractosteus tropicus
- Atractosteus strausi †
- Atractosteus turanensis †